# Helfried Hemetsberger
Helfried Hemetsberger (* 10. Dezember 1936; † 30. November 2014) war ein österreichischer Chemiker und Hochschullehrer, der in Deutschland lehrte.

## Leben und Werk
Helfried Hemetsberger studierte von 1954 bis 1961 Chemie an der damaligen Technischen Hochschule Graz und wurde dort 1964 mit einer Arbeit zur Synthese methoxylierter Verbindungen für vergleichende Untersuchungen der Stabilität von Methyläthergruppen promoviert. Er habilitierte sich 1973 an der Ruhr-Universität Bochum und wurde dort 1980 zum Professor ernannt. Sein Arbeitsgebiet in Bochum betraf insbesondere photochemische Umlagerungsreaktionen an polycyclischen Ringsystemen.
Die gemeinsam mit Dierk Knittel entwickelte Hemetsberger-Indol-Synthese ist nach ihm benannt.

## Publikationen
- Publikationen in Researchgate